# Crossoglossa hirtzii
Crossoglossa hirtzii är en orkidéart som beskrevs av Dodson. Crossoglossa hirtzii ingår i släktet Crossoglossa, och familjen orkidéer.
Artens utbredningsområde är Ecuador. Inga underarter finns listade i Catalogue of Life.